# Tournesse
Tournesse es una localidad de Santa Lucía, que forma parte del distrito de Dennery.

## Toponimia
La localidad también es conocida por el nombre de Thomazo/Tournesse.